# チャンギート
チャンギート（Changuito、本名：ホセ・ルイス・キンターナ、1948年1月18日 - 2025年6月6日）は、キューバのパーカッショニストである。

## 略歴
キンターナは、1948年にキューバのカサブランカで生まれた。子供の頃、ミュージシャンの父親と一緒に、ラ・パンディラ・デ・ロス・カベサス・デ・ペロスなどのハバナ・ジャズ（8歳で参加）のバンドでプロとして演奏した。13歳のときに兵役に志願し、軍楽隊で演奏。3年間奉仕した。その間に、ジャズ・バンドのエストレラス・デ・オクシデンテでも演奏している。母親は彼が17歳のときに亡くなった。1964年、人気バンドのロス・ハルモニコスに参加、その後1年の間にソノラマ6に参加したり、スーヴェニールやラ・オーケストラ・デ・ムジカ・モデルナでドラマーとして活動した。
1970年にはロス・バン・バンに加入。彼らはソンゴ（Songo）を創造した。それは打楽器（ティンバレス、カウベル、ウッドブロック、電子ドラム、シンバル）と、手の技術の組み合わせが特徴的なものだった。
1992年にソロ・アーティストとして最初にレコーディングを行い、パーカッションの師として認められるようになった。1996年、チャンギートは、グレッグ・ランドウのプロデュースによる、カルロス・"パタート"・バルデスとオレステス・ヴィラトとの作品によってグラミー賞にノミネートされた。これは彼のアメリカでの最初のレコーディングであり、ロス・バン・バンでのレコーディングでは見落とされていた彼の演奏のさまざまな側面を浮き彫りにした。また、パタートとオレステスと共に、プエルトリコの詩人ピリ・トーマスを伴ってグレッグ・ランドウによるレコーディングで演奏した。さらに、イラリオ・ドゥランによるレコーディングにも貢献している。
チャンギートは、ジョヴァンニ・イダルゴ、カール・ペラッツォ（サンタナ）、Ginaski Wop（Bardamuプロジェクトのメンバー）などの他のパーカッショニストに演奏を教えた。
2025年6月6日、ハバナで死去。76歳没。

## ディスコグラフィ

### リーダー・アルバム
- Ritmo Y Candela: Rhythm at the Crossroads (1995年) ※Orestes Vilató, Changuito, Patato名義
- El Muso Y Su Sonora (2000年) ※Changuito / Cándido Fabré / Tiburon名義
- Syncopation (2001年)
- Fidel Pondo (2005年) ※Dizu Plaatjies, Mzwandile Qotoyi & Changuito名義
- Telegrafias Sin Hilo (2007年)[5]

### 参加アルバム
- カル・ジェイダー : Cal Tjader Plays The Contemporary Music Of Mexico And Brasil (1962年)
- フローラ・プリム : 『スピード・オブ・ライト』 - Speed of Light (1994年)
- ファン・フォルメル & ロス・バン・バン : De Cuba (1997年)
- フォース・ワールド (アイアート・モレイラ & フローラ・プリム) : Last Journey (1999年)
- Maraca (Orlando "Maraca" Valle) : Descarga Total (2000年)
- アイアート・モレイラ : Homeless (2000年)
- Brice Wassy : Shrine Dance (2000年)
- Clave Y Guaguanco with Celeste Mendoza and Changuito : Noche De La Rumba (2001年)
- Kysha25 : in the song Ambatula (2002年)
- Maraca : Tremenda Rumba! (2002年)
- Giraldo Piloto : Giraldo Piloto Klimax & Friends (2002年)
- Diego el Cigala and Bebo Valdés : Lagrimas Negras (2004年)
- Kysha25 : Farandula (2005年)